# 內之浦宇宙空間觀測所
內之浦宇宙空間觀測所（日语：／，略稱USC）是日本宇宙科學研究所（現為宇宙航空研究開發機構）所有的火箭發射中心，位於鹿兒島縣肝付町（舊內之浦町）。此火箭發射中心也是世界罕見的山地發射台。
在此發射的火箭主要是做為科學探測用途，以及相對小型的固體燃料火箭。

## 概要
本太空中心在1962年動工、1963年12月落成當時是宇宙科學研究所底下的鹿兒島宇宙空間觀測所，現名是JAXA在2003年整編後改稱的。
日本從這邊發射了其第一顆衛星大隅號之後，宇宙科學研究所也在這邊繼續發射了後來著手研發的科學探測衛星、宇宙探測機等，包括在天文迷中普遍稱為哈雷艦隊內，屬於日本的先驅號、彗星號，以及後來首次達成小行星樣本採集返回任務的隼鳥號都是在這裡發射的。
此外，內之浦發射台很特別的一點是發射台採用斜向發射台（而不是一般常見的直立發射台），這是為了萬一火箭發生意外的時候，靠海的這個發射台發射的火箭會直接落海，而能將影響地面造成傷亡的程度減到最小，不過在Epsilon運載火箭研發完成後，因為火箭穩定度提高，外加斜向發射時無法設置煙道，因此產生的摩擦、噴射反作用力與振動都容易對搭載於火箭上的衛星產生損害，因此發射Epsilon火箭時便改回直立發射台。

## 外部連結
- http://www.jaxa.jp/about/centers/usc/ （页面存档备份，存于）（日語）